# Ida Ljungqvist
Ida Ljungqvist (sinh ngày 27 tháng 9 năm 1981) là người mẫu người Tanzania-Thụy Điển và người gốc Phi đầu tiên được chọn là Playboy Playmate of the Month và Playmate of the Year lần thứ 50.

## Nghề nghiệp

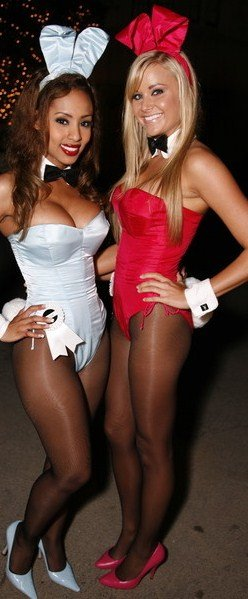
Ljungqvist at Playboy Event with Kara Monaco

Cô được phát hiện bởi Playmate of the Year 2007 Sara Jean Underwood tại cửa hàng bebe trên Rodeo Drive ở Beverly Hills, California.
Cô được phong là Playmate of the Month của Playboy vào tháng 3 năm 2008 và là Playmate of the Year 2019. Cô là người mẫu gốc Phi đầu tiên và là người mẫu Thụy Điển thứ hai được phong là Playmate of the Year. Cô cũng là Playmate of the Year đầu tiên để công khai dành danh hiệu của mình cho công việc từ thiện thông qua các tổ chức từ thiện phi lợi nhuận. Ljungqvist đồng tổ chức bữa tiệc đêm giao thừa Playboy năm 2009 tại Miami, Florida cùng với một số playmate khác.
Từ khi được làm Playmate of the Year, Ljungqvist đã làm việc với Empowerment Works, một nhóm chuyên gia cố vấn bền vững toàn cầu, phi lợi nhuận. Công việc của cô bao gồm nâng cao nhận thức về tổ chức và gây quỹ.

## Cuộc sống cá nhân
Ljungqvist sinh ra ở Tanzania trong một gia đình với mẹ là người Tanzania và bố là người Thụy Điển. Do công việc của cha cô cho UNICEF, Ljungqvist đã đi du lịch rất nhiều. cô ấy nói tiếng Anh, tiếng Thụy Điển và tiếng Swahili. Ljungqvist có bằng về thiết kế và tiếp thị thời trang, và có kế hoạch học kinh tế.
Tháng 12 năm 2007, Ljungqvist đã kết hôn với Joshua R. Lang. Sau 5 năm bên nhau, Lang đệ đơn ly hôn vào tháng 9 năm 2008. Vào tháng 11 năm 2008, MSNBC đã báo cáo một cuộc tranh giành quyền nuôi thú cưng Chihuahua của họ.